# Joey Santiago
Joey Santiago (nascut Joseph Alberto Santiago a Manila, Filipines, el 10 de juny de 1965) és un cantant, compositor i músic filipí. En actiu des de 1986, és conegut fonamentalment per ser el guitarrista de la banda nord-americana de rock alternatiu Pixies. Després de la ruptura de la banda el 1993, Santiago va compondre bandes sonores per a televisió i documentals, a més de formar The Martinis amb la seva dona, Linda Mallari. També va contribuir als àlbums de Charles Douglas i Frank Black, company de Pixies, tornant com a guitarrista després de la reunió de la banda el 2004.
Santiago ha descrit la seva forma de tocar la guitarra com a "angular i torta", i cita Les Paul, Chet Atkins, Joe Pass i Jimi Hendrix com les seves majors influències. El seu estil, com a part del so de Pixies, ha estat aclamat per la crítica: Laurel Bowman de MTV va comentar que "el so de Santiago és la clau de la imponent presència de Pixies".

## Infantesa
Santiago va néixer a Manila, Filipines, el 10 de juny del 1965, el tercer de sis fills d'un anestesista. La família Santiago era una de les més adinerades i poderoses de les Filipines. El 1972, quan el President Marcos va declarar la llei marcial, la família va emigrar als Estats Units. Després de dos anys a Yonkers, Nova York, la família es va mudar a Longmeadow, Massachusetts, on Santiago va assistir a Longmeadow High School. La seva primera experiència amb un instrument musical va ser amb un orgue Hammond als vuit anys, encara que mai no se'l va prendre seriosament ja que havia de compartir-lo amb els seus cinc germans.La primera vegada que va tocar una guitarra va ser als nou anys una guitarra clàssica que el seu germà gran tenia penjada a la seva habitació com a decoració. La primera cançó que va aprendre a tocar va ser "Rock and Roll" de The Velvet Underground.